# Martin Hollstein
Martin Hollstein (n. 2 aprilie 1987, Neubrandenburg, Republica Democrată Germană, Germania) este un caiacist ce a reprezentat Germania, medaliat olimpic. A participat la 2 ediții ale Jocurilor Olimpice (2008, 2012) în care a câștigat o medalie de aur și o medalie de bronz.